# インロング
インロング（隠龍、Yinlong）は基盤的な角竜類の属。後期ジュラ紀の中央アジアに生息していた。彼らは小型で原始的な二足歩行性の植物食動物で、全長は約1.2メートルであった。インロングは既知の角竜の中で最も古く、最も原始的である。

## 発見の経緯と下位分類（種）
徐星（Xu Xing）、キャサリン・フォースター（Catherine Forster）、ジム・クラーク（Jim Clark）、莫進尤（Mo Jinyou）から成るアメリカ・中国の共同研究チームが2006年にYinlongと命名・記載した。名前の由来は発見地の近くで撮影された香港映画『グリーン・デスティニー（臥虎蔵龍）』で、Yinlongを漢字で書くと「隠龍」となる。
模式種はY. downsiで、古生物学者ウィル・ダウンズ（Will Downs）への献名である。彼は中国で度々発掘を行なったがインロング発見の前年に没した人物である。
既知の化石資料は、極めて保存状態の良い一体ぶんの骨格で、頭骨も揃っている。これは成体もしくはやや若い個体であり、2004年に中国の新疆ウイグル自治区に分布する上部ジュラ系オックスフォーディアン階（約1.61～1.56億年前）の地層から発見された。インロング以外の角竜はいずれも白亜紀の地層からしか発見されていない。

## 系統
上顎骨の先端にある小さな嘴骨により、インロングは明白に角竜に分類される。ただし頭骨には幾つかの変わった点がある。そのうち特に顕著なのは鱗状骨にある突起である。これは以前には堅頭竜類に特有のものと考えられていた。インロングにおけるこの形質の発見は、それが（後の角竜では失われているものの）角竜類と堅頭竜類の共有派生形質であることを示しており、両分類群を束ねる周飾頭亜目というクレードを設定する妥当性を強めている。またインロングの頭骨はヘテロドントサウルス科に似た特徴も持っており、ヘテロドントサウルス科と周飾頭亜目が類縁であるとする仮説（Cooper, 1985; Zhao et al., 1999; You et al., 2003）の根拠となっている。この仮説的な大グループはHeterodontosauriformes（ヘテロドントサウルス形類）と名付けられた（Xu et al., 2006）。

## 食性
インロングの化石は腹部に7つの胃石（胃の中に収められ、呑み込まれた草をすり潰して消化を助ける）を収めたままの格好で発見されている。胃石はプシッタコサウルスなど他の角竜や、角竜以外の草食恐竜、また現生の鳥類にも見られる。

## 画像

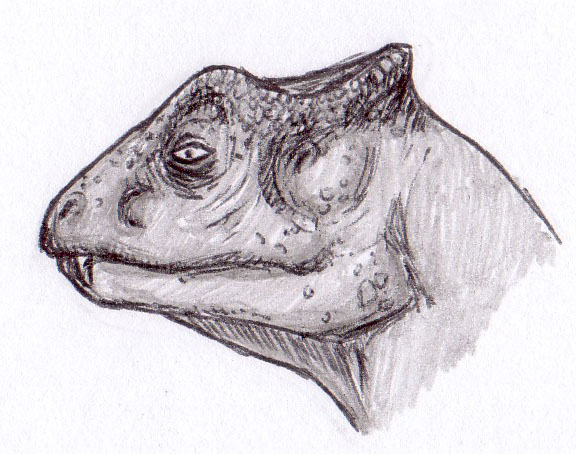
頭部の想像図(一例)

## 参考資料
- Cooper, M.R. 1985. "A revision of the ornithischian dinosaur Kangnasaurus coetzeei Haughton, with a classification of the Ornithischia." Annals of the South African Museum 95: 281-317.
- Xu X., Forster, C.A., Clark, J.M., & Mo J. 2006. "A basal ceratopsian with transitional features from the Late Jurassic of northwestern China." Proceedings of the Royal Society B: Biological Sciences. doi:10.1098/rspb.2006.3566 [published online]
- You H., Xu X. & Wang X. 2003. "A new genus of Psittacosauridae (Dinosauria: Ornithopoda) and the origin and early evolution of marginocephalian dinosaurs." Acta Geologica Sinica (English edition) 77: 15–20.
- Zhao X., Cheng Z., & Xu X.  1999. "The earliest ceratopsian from the Tuchengzi Formation of Liaoning, China."  Journal of Vertebrate Paleontology 19(4): 681-691.

恐竜博2009図録